# Puente de Ordino
El puente de Ordino o puente del Estarell (pont de l'Estarell, en catalán) es un puente de origen románico dentro de la parroquia de Ordino de un solo arco sobre el río de la Valira del Norte, en el antiguo camino que unía las poblaciones andorranas de Ordino con el Serrat .

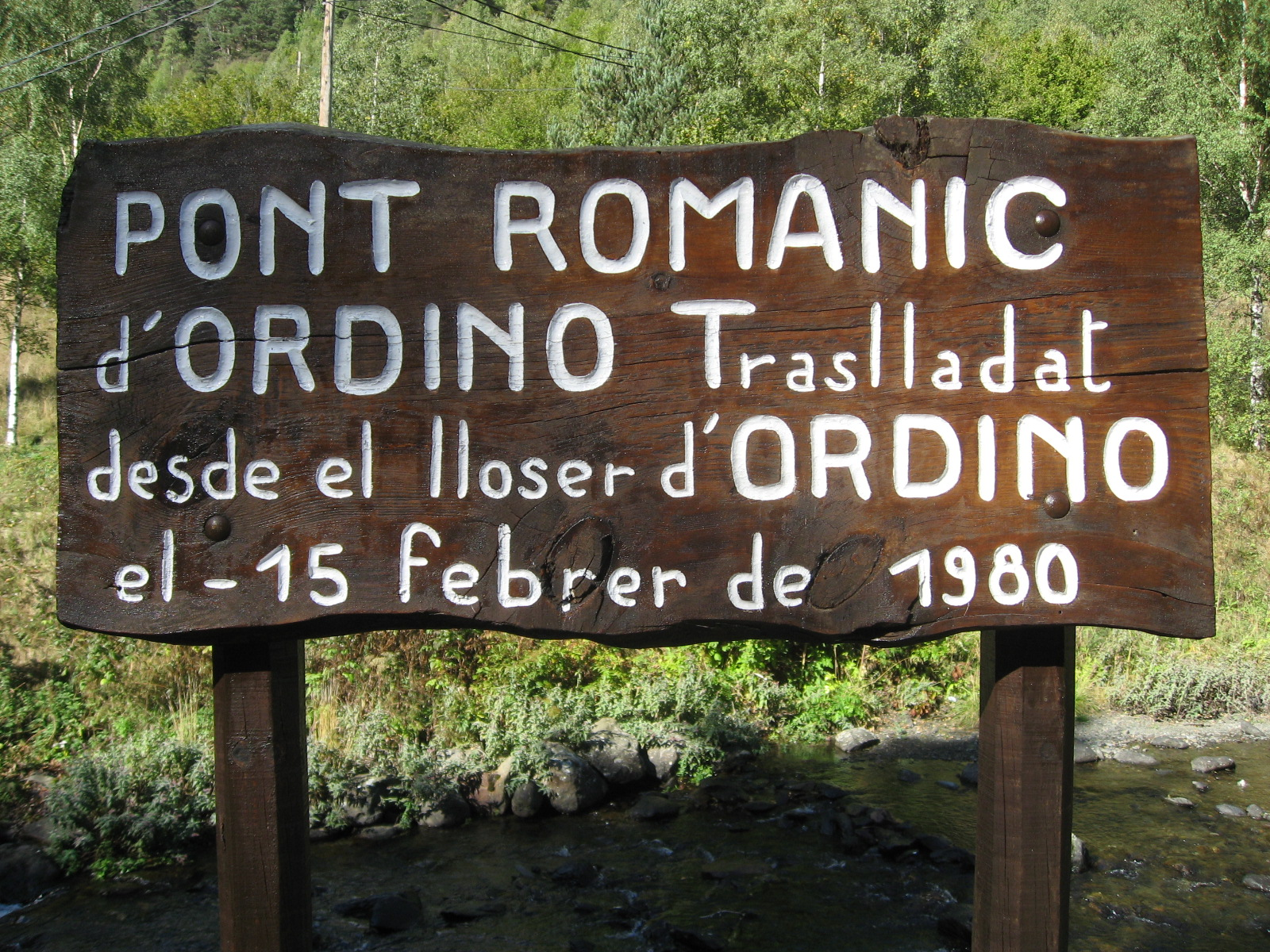
Cartel del puente de Ordino

El 15 de febrero de 1980 fue trasladado definitvamente des del Lloser d'Ordino hasta el lugar actual, más al norte por encima del pueblo de Llorts porque en la situación original le afectaban las obras de ampliación de la carretera. Su perfil es de espalda de asno, tiene una calzada empedrada y una pequeña muralla.